# Muhammad Ali x Antonio Inoki
Muhammad Ali x Antonio Inoki, promovida como "The War of the Worlds" (em português: A Guerra dos Mundos), foi uma luta entre o boxeador profissional americano Muhammad Ali e o wrestler profissional japonês Antonio Inoki, realizada na arena Nippon Budokan em Tóquio, Japão, em 26 de junho de 1976. O resultado da luta, um empate, há muito é debatido pela imprensa e fãs.
Na época, Ali havia acabado de ganhar por nocaute de Richard Dunn em maio e era o atual campeão de boxe peso-pesado do WBC / WBA. Inoki, que aprendera a arte de catch wrestling com o lendário lutador Karl Gotch, estava organizando lutas de exibição contra campeões de várias artes marciais, em uma tentativa de mostrar que a luta livre profissional era a disciplina de luta dominante.
O evento, que foi travado sob regras especiais, é visto como um precursor do MMA moderno. Todo o contexto que envolveu o espetáculo inspirou os alunos de Inoki, Masakatsu Funaki e Minoru Suzuki, a fundar o Pancrase em 1993, que por sua vez inspirou a fundação do Pride Fighting Championships em 1997.
A luta em si, porém, entrou para a história como um dos mais bizarros espetáculos jamais vistos. Durante praticamente toda a luta Inoki ficou com os 4 apoios no chão (como um caranguejo), chutando as pernas de Ali (foram desferidos 107 chutes) sem ser inibido pelo árbitro. Inoki alega que foi obrigado a usar esta "artimanha" pois as regras pré-acordas não lhe permitiam dar chutes se estivesse em pé ("Eu fui prejudicado pelas regras que diziam nada de tackle, nada de golpes de caratê, nada de socos no tatame. Eu mantive distância para ficar longe dos socos de Ali", disse ele). De fato, Ali tentou dar um chute nas pernas de Inoki, mas foi interpelado pelo árbitro por contra dessa regra. Ali, que não tinha nenhum treinamento em lutas de chão, pouco pode fazer.
A recepção da luta foi intensamente negativa. O público do Budokan, ignorante das regras que condicionavam o show, exigiu o dinheiro de volta e jogou o lixo no ringue, a ponto de a equipe de limpeza ter que trabalhar em tempo integral no dia seguinte para limpar o estádio. Os tumultos não se limitaram ao Budokan, mas se espalharam pelo público que também assistiu à luta pela transmissão. O jornalista Dave Meltzer disse que os fãs "estavam esperando algo semelhante a um cruzamento entre uma luta de boxe e uma luta livre, mas o que se viu não se parecia com nenhum deles".
A maioria dos comentaristas de boxe na época viu a luta negativamente e esperava que fosse esquecida, já que alguns consideraram uma "farsa de 15 rounds". Após a morte de Ali, o New York Times declarou que foi sua luta menos memorável. Atualmente, o evento é considerado por alguns como uma das lutas mais influentes de Ali e a CBS Sports disse que a atenção que a luta de estilo misto recebeu "previu a chegada do MMA padronizado anos depois".
A luta foi arbitrada por Gene LeBell, um judoca e lutador que já havia participado pessoalmente de uma luta de boxeador contra artista marcial em 1963, contra o pugilista Milo Savage.